# Myrmica venusta
Myrmica venusta är en myrart som beskrevs av Oswald Heer 1867. Myrmica venusta ingår i släktet rödmyror, och familjen myror. Inga underarter finns listade i Catalogue of Life.